# Rotmeer-Barbe
Die Rotmeer-Barbe (Parupeneus forsskali) ist ein Meeresfisch aus der Familie der Meerbarben, der im Roten Meer, im Golf von Aden und bei Socotra vorkommt. Durch den Suezkanal ist die Art in das Mittelmeer eingewandert (Lessepssche Migration) und ist im östlichen Mittelmeer inzwischen etabliert. Die Fische halten sich in Tiefen von 1 bis 45 Metern auf.

## Merkmale
Rotmeer-Barben werden maximal 28 Zentimeter lang, bleiben für gewöhnlich aber bei einer Länge von 25 Zentimeter. Sie sind relativ langgestreckt. Die Standardlänge liegt beim 3,65- bis 4,2-fachen der Körperhöhe. Weibchen werden etwas größer als die Männchen. Das Kopfprofil der Rotbarben ist wesentlich steiler als das der Streifenbarbe. Ihre beiden Kinnbarteln sind kürzer bis gleich lang wie die Brustflossen. Ihre Färbung ist variabel. Die Flossen sind ungemustert.
- Flossenformel: Dorsale VIII/9, Anale 7, Pectoral 14-17.
- Kiemenrechen 7-9 + 23-26 (insgesamt 30-34).

Auffälligstes Kennzeichen der Rotmeer-Barbe ist ein breiter schwarzer Streifen, der sich über die obere Hälfte des Körpers vom Maul über die Augen bis unterhalb des Endes der zweiten Rückenflosse erstreckt. Oberhalb des Streifens sind die Tiere leicht bräunlich oder graugrünlich gestreift, unterhalb weiß. Die Schuppenränder sind gelb. Auf dem Schwanzstiel liegt ein schwarzer Fleck. Er ist oberhalb des Flecks gelb, unterhalb weiß. Die Schwanzflosse ist gelb. Die zweite Rückenflosse und die Afterflosse haben schmale blaue und gelbe Streifen. Das Peritoneum ist hell.

## Lebensweise
Die Rotmeer-Barbe ist die häufigste Meerbarbenart in den Flachwasserregionen des Roten Meeres. Normalerweise kommt sie über Sandböden in der Nähe von Korallenriffen vor. Sie sucht ihre aus kleinen Krebstieren, Borstenwürmern und Weichtieren bestehende Nahrung mit Hilfe ihrer mit Geschmacks- und Tastzellen ausgestatteten Barteln und wird bei der Nahrungssuche oft von artfremden Fischen, vor allem Lippfischen und Meerbrassen begleitet, die die aufgescheuchten Bodentiere fressen.